# Drugsrunner
Een drugsrunner is een tussenpersoon bij de verkoop van illegale drugs aan gebruikers. Manier van werken is vaak op grote, doorgaande wegen vanaf een landsgrens, al rijdende op zoek te gaan naar personenauto's met een buitenlands kenteken, waarvan te vermoeden is dat de inzittenden drugs willen kopen (zogenoemde drugstoeristen).
De benadering is vaak agressief: drugsrunners proberen chauffeurs te dwingen met hen mee te gaan naar een illegaal drugsverkooppunt. Het komt voor dat ze daarbij auto's van de weg rijden en toeristen met wapens bedreigen. Drugstoeristen in Nederland komen voornamelijk uit Frankrijk, België en Duitsland. Drugsrunners zijn voornamelijk Marokkaanse jongemannen. Volgens de voormalige burgemeester van Maastricht Gerd Leers worden drugsrunners geleid door Marokkaanse maffiafamilies in de Randstad. Ze huren voor een paar duizend euro runners in, die worden vervangen zodra ze de cel indraaien.
Uit onderzoek in 2000 bleek dat er toen in Nederland ruim 1200 personen bekend waren die als drugsrunner opereerden. Zij werden in eerste instantie strafrechtelijk aangepakt, vervolgens werd met de Belastingdienst, FIOD, het ministerie van Sociale Zaken en Werkgelegenheid, de IND en dergelijke instanties bekeken welke maatregelen nog meer mogelijk waren. Als gevolg hiervan komt een deel van de aangepakte drugsrunners na de aanpak niet meer in de registraties van de politie voor. De politie probeert via speciale teams de overlast van  drugsrunners te bestrijden. 